# 国有化
国有化（こくゆうか、アメリカ英語: Nationalization、イギリス英語: Nationalisation ）とは、私有財産などの国有でない財産を、国家の所有・管理のもとに移すことをいう。つまり、私人（一般人）・法人・団体の財産を、国家のものにすることをいう。また、これらの手続を指して国有化ということもある。
資本主義的国有化と社会主義的国有化に大別される。
国有化はカントリーリスクの一種である。
国内における国有化はその国の国内法が規律し、国際的関係にわたる国有化では国際法が規律する。

## 日本における国有化
国は、その国の国民の私有財産であっても、法律があれば国有化できるのが一般的である。財産における制度は基本的には各国の社会制度にしたがい、各国の憲法や法律によって規律されているからである。これは、資本主義国家であっても異なることではなく、限界は定められているか否かはともかく、適切な形での国有化は一般に認められる。
例えば日本においては日本国憲法第29条1項によって財産権の不可侵が定められているが、2項によって公共の福祉（法律）による制限が認められている。法律による制限には国有化も含まれ、土地であれば土地収用法という法律が定められており、この法律にしたがって国有化が行われる。

## 国際関係にわたる国有化
これに対し、国有化の対象となる財産がその国の国民のものでない場合には状況が異なる。国有化を定めた国の法律は外国人にも及ぶが、外国人は国籍国の外交的保護権の対象となっているからである。したがって、外交的保護権を害する形での国有化は国際法違反の国有化となる。ただし、国際法違反の手続も国内において適法である以上、国内においては国有化が完了し、後は損失補償等の事後的な解決に委ねられる。

### 国際法上の国有化の要件
国有化の要件については、一般的な条約は成立していない。少数国間におけるものについては、投資保護協定（日中投資保護協定など）が結ばれていることが多く、規定があればそれによる。規定がない場合には慣習国際法が規律することになる。
慣習国際法上の要件として、伝統的に説かれてきた要件としては、
1. 公益のためであること（公益性の要件）
2. 対象財産がどの国の国民の者かということで差別しないこと（無差別の要件）
3. 損害の補償を即時、かつ完全に（国有化される財産・移転費用等が完全に満足される形で）なされること（補償の要件）

などといわれてきた。
しかし、第二次世界大戦以降に植民地だった各国が独立したのちに状況が変わる。これらの国は独立はしたものの、産業の資本は宗主国の企業や国民が握っていた。したがってこれらの新興国は、自国の資源の利益のうちのある程度をこれら企業などに取られてしまうことになる。この状況に対し、資源ナショナリズムの考えが強まり、同じ状況を抱える国々が手を結び、国際的な主張を開始した。
そこでの新しく説かれた要件においては特に補償の要件が重視され、相当な時期に、相当な額の補償でよい、ということが強く説かれた。新興国は数が多いため、国連総会でもたびたび同様の宣言が採択されている。
もっとも、国連総会決議は法的効力はないため、現在のところは上記慣習国際法上の国有化の要件が動揺している状況にある。
なお、過去の具体例としては、「アングロ・イラニアン石油会社(AIOC)国有化事件」、「テキサコ対リビア事件」などがある。

### しのびよる国有化
国有化を行った場合、資源や施設をまるごと手に入れられるものの、国有化はセンセーショナルであるため国有化を恐れて先進国からの投資が滞るという問題点もある。
そこで、近年は国有化を明確に行わず、それを潜脱する手段で国有化を行うということがおこなわれることがある。これを「しのびよる国有化」といい、海外の資本家にとっては悩みの種となっている。
具体的には、日本の企業がある国で現地法人を設立して投資・開発を行う際、その国の政府が開発の許可の条件として現地法人の株式を譲り渡すことを要求することなどが行われている。
過去の具体例としては、シシリー電子工業事件（ELSI事件）などがある。

## 企業救済手段としての国有化
金融や社会資本や軍事等、国家の安全にかかわるような企業が破綻に瀕した場合、それらの事業を継続することで国家を含む利用者を保護するために国有化が行われることがある。破綻に瀕しているため、国有化による財産権の制限と言う問題はほとんど無いが、それらの企業に於けるモラル・ハザードを助長する恐れが懸念される。

## 国営化例の一覧

### 日本
- 鉄道国有法 - 1906年（明治39年）3月31日公布。私鉄17社を買収し、官営鉄道（同法による国有化開始から完了当時は逓信省外局の鉄道作業局、帝国鉄道庁）に編入。
- 戦時買収私鉄 - 1941年（昭和16年）公布の改正陸運統制令により、1943（昭和18）年度と1944（昭和19年）度に22の民間鉄道会社が国有化された。
- りそなホールディングス（2003年-2015年） 預金保険法1号(資本増強) による国有化
- 日本航空（2010年-2012年） 会社更生法
- 東京電力（2012年-） 震災による原発問題により慢性的な赤字を出した結果国有化に至る

### アメリカ合衆国
- ゼネラルモーターズ (2009年-2013年) 連邦倒産法第11章
- アメリカン・インターナショナル・グループ (2009年-)

### アルゼンチン
- YPF（2012年-）1993年大統領令により民営化→再国有化の道を辿る

### オーストラリア
- カンタス航空

### カナダ
- VIA鉄道（1978年-）カナダ鉄道（※当時半民営化状態）から政府により買収、直接国有化した上での国営企業化

### 大韓民国
- 大韓航空公社（1962年-1968年）前身の大韓国民航空社（1946年設立）を基に政府出資により新設、現在の民営会社としての大韓航空は韓進グループ主導によるもの

### フィンランド
- アエロ・オイ（AERO O/Y）（1946年-1989年）経営悪化により政府の7割出資による資本介入。1968年に現社名・フィンランド航空へ変更し、2011年の大規模な経営改革によるCI導入に伴い英名略称の「フィンエアー」を実質的な社名呼称とすると表明

### フランス
- ルノー（1945年-1996年）大統領令により「ルノー公団」として再出発

なお、ノーム・エ・ローヌ実質国有化の詳細についてはスネクマ及びサフラングループを参照。

### イギリス
- ブリティッシュ・レイランド（1975年-1988年）BMH（ブリティッシュ・モーター・ホールディングス）及びレイランド・モータースを統合し1968年に設立。のちのローバー・グループplc→現ローバー・カーズ。

なお、分割民営化を行った企業体のため、詳細については同項を参照。

### マレーシア
- マレーシア航空（2014年-）LCC（格安航空会社）の攻勢やアジア通貨危機等による経営難を国営投資会社のカザナ社による国有化を政府が発表、その後夏頃に発生した2件の墜落事故で更に悪化し非上場化。

### エジプト
- スエズ運河会社 (1956年)当時のガマール・アブドゥル＝ナーセルエジプト大統領はスエズ運河の国有化を行った。また、これがイギリスの反発を招き、フランスやイスラエルを巻き込んだ第二次中東戦争の引き金となった。